# Glaukos (Sohn des Epikydes)
Glaukos (altgriechisch Γλαῦκος Glaúkos), der Sohn des Epikydes, lebte Anfang des 6. Jahrhunderts vor Christus in Sparta. Seine und seiner Nachfahren Geschichte galt als Musterbeispiel für die Bestrafung durch die Götter für einen versuchten Meineid.

## Meineid des Glaukos
Glaukos galt zu seiner Zeit als einer der gesetzestreuesten Menschen. Deshalb kam auch ein Milesier zu ihm und bat ihn, eine große Menge Geld für ihn zu verwahren. Glaukos nahm das Geld an. Als der Milesier gestorben war, kamen seine Söhne zu Glaukos und fragten ihn nach dem Geld. Dieser behauptete jedoch, von dem Geld nichts mehr zu wissen. Nun begab er sich nach Delphi und befragte das Orakel, ob er das Geld zurückgeben solle. Als Antwort erhielt er, dass man den Gott nicht versuchen dürfe und dass schon der Versuch eines Meineids die Vernichtung des Geschlechts zur Folge habe.
Glaukos gab daraufhin das Geld an die Söhne des Milesiers zurück. Trotzdem wurde seine Familie nicht verschont, und drei Generationen später existierte kein Nachkomme des Glaukos mehr.